# Pfarrhaus (Ainau)

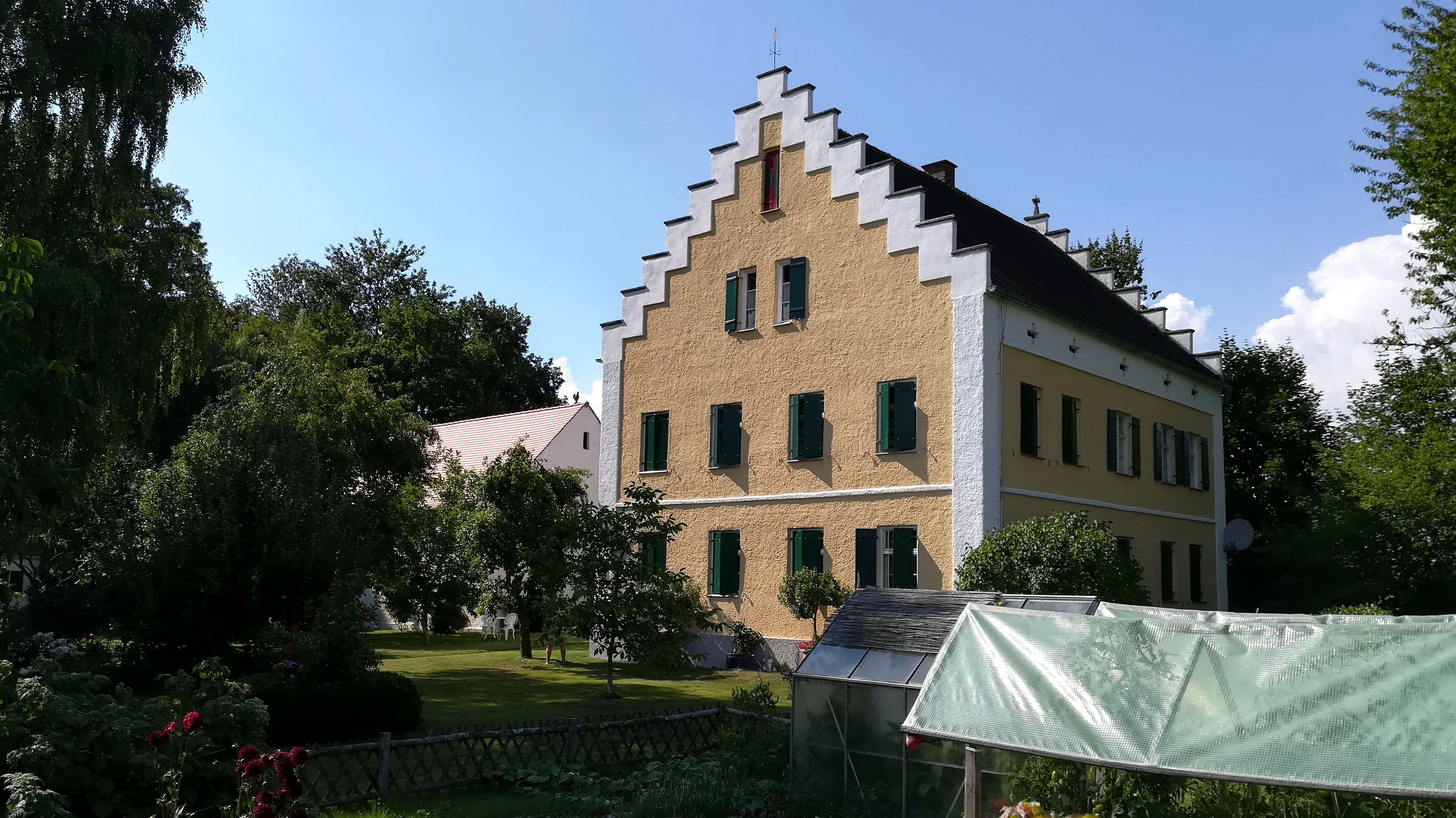
Pfarrhaus in Ainau

Das Pfarrhaus in Ainau, einem Gemeindeteil von Geisenfeld im oberbayerischen Landkreis Pfaffenhofen an der Ilm, wurde 1862/63 errichtet. Das ehemalige Pfarrhaus an der Dekan-Trost-Straße 22, neben der katholischen Pfarrkirche St. Ulrich, gehört zu den geschützten Baudenkmälern in Bayern.
Der zweigeschossige, giebelständige Satteldachbau mit Treppengiebeln, Ecklisenen und kreuzförmigen Bändern an der Traufe besitzt vier zu vier Fensterachsen.
Der dazugehörige Stadel ist ein traufseitiger Massivbau mit Satteldach und segmentbogigen Toren aus dem 19. Jahrhundert.